# بولينا زيريبتسوفا
بولينا زيريبتسوفا (بالروسية: Жеребцова, Полина Викторовна)‏ (20 مارس 1985، غروزني، اتحاد الجمهوريات الاشتراكية السوفياتية)
المعيدين، شاعر وكاتب اليوميات الشهير، تغطي لها الطفولة والمراهقة والشباب التي شهدت الشيشان ثلاثة حروب منذ عام 2002، وقالت أنها بدأت العمل كصحفي. وعضو من القلم الدولي واتحاد الصحفيين لروسيا. وقالت أنها قد منحت الجائزة الدولية يانوش كوركزاك في القدس في هاتين الفئتين (السرد والنثر وثائقي). في عام 2012، قد منحت جائزة ساخاروف أندريه «للصحافة كعمل من ضمير». أنها ولدت في عائلة عرقية مختلطة في غروزني، جمهورية الشيشان-الانجوش المتمتعة بالحكم الذاتي، واتحاد الجمهوريات الاشتراكية السوفياتية. قد تلقت منذ عام 2013 اللجوء السياسي في فنلندا.

## روابط خارجية ومصادر
- Ant in a Glass Jar Chechen Diaries 1994-2004 Fragment
- Polina Zherebtsova's Diary of the Chechen War
- Polina Zherebtsova's diary of the second Chechnya war
- Polina Zherebtsova on the diary she kept as a child during the Chechen war. ВВС على يوتيوب
- Polina : ses 14 ans sous les bombes
- Rencontre avec Polina Jerebtsova على يوتيوب
- Le journal de Polina على يوتيوب
- Polina Jerebtsova - Le journal de Polina, une adolescence tchétchène على يوتيوب
- "Le journal de Polina" de Polina Jerebtsova
- Author of a book about Chechnya seeks asylum in Finland نسخة محفوظة 17 أكتوبر 2013 على موقع واي باك مشين.
- The Guardian
- Polina Zherebtsova’s Diary of the Chechen War
- Polina's Livejournal
- reuters.com
- Dnevnik Poline Žerebcove